# Arthur Robertson Cushny

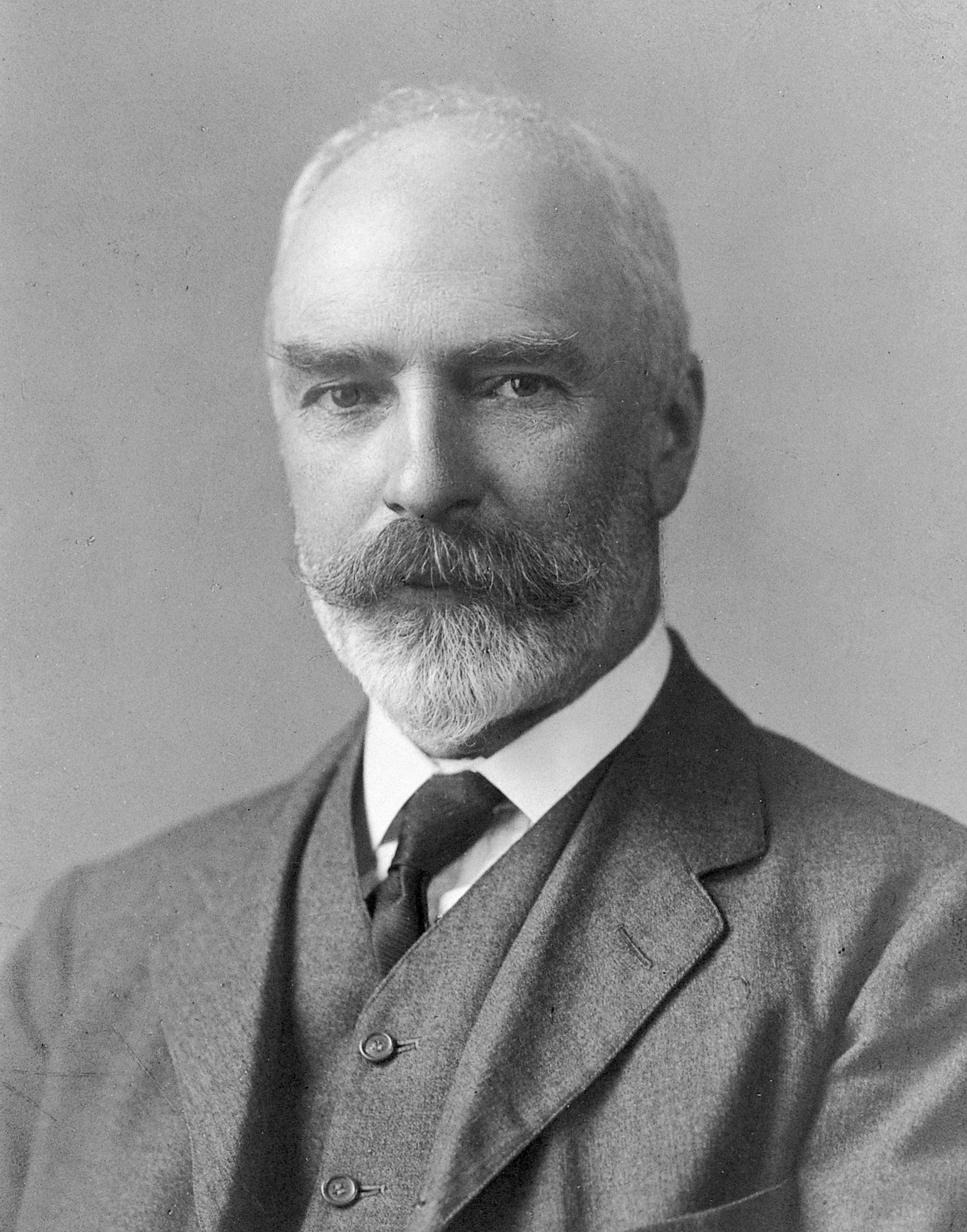
Arthur Robertson Cushny

Arthur Robertson Cushny (* 6. März 1866 in Fochabers, Moray, Schottland; † 25. Februar 1926 in Edinburgh) war ein schottischer Pharmakologe und Physiologe.
Er studierte am Marischal College in Aberdeen, wo er 1889 promoviert wurde. Nach Aufenthalten bei Oswald Schmiedeberg in Straßburg und Hugo Kronecker in Bern ging er 1893 als Professor der Pharmakologie an die University of Michigan nach Ann Arbor, Michigan, USA.
1905 wurde er Professor auf dem Lehrstuhl für Pharmakologie am University College London. 1918 wurde er  Nachfolger von Sir Thomas Richard Fraser in Edinburgh. 1919 wurde er zum Fellow der Royal Society of Edinburgh gewählt.
Er erkannte 1917, dass die Nierenkanälchen (Tubuli) nicht nur Wasser, sondern auch die meisten harnpflichtigen Stoffe rückresorbieren. Zusammen mit Carl Ludwig gilt er als Begründer der „Filtrations-Rückresorptions-Theorie“ als Erklärung für die Harnbereitung. Die Glomeruli filtern den Primärharn aus dem Blutplasma. Anschließend wird in den Tubuli durch Rückresorption von etwa 99 Prozent des Primärharns zurück in den Blutkreislauf der Sekundärharn gebildet. Der Urinfluss ist die Differenz aus glomerulärer Filtrationsrate (GFR) und tubulärer Rückresorptionsrate (TRR).
Die deutschen Nephrologen Franz Volhard und Wilhelm Nonnenbruch haben diese Theorie ausführlich beschrieben, aber abgelehnt.

## Werke
- The Secretion of the Urine, Longmans, Green and Company, London 1917, 241 Seiten; 2. Auflage, Edinburgh 1926 
  - Deutsche Übersetzung der 2. Auflage: Die Absonderung des Harns, Verlag von Gustav Fischer, Jena 1926, 306 Seiten
- The Action and Uses in Medicine of Digitalis and Its Allies (1925)
- The Biological Relation of Optically Isometric Substances (1926)